# Dicranella guilleminiana
Dicranella guilleminiana är en bladmossart som beskrevs av Mitten 1869. Dicranella guilleminiana ingår i släktet jordmossor, och familjen Dicranaceae. Inga underarter finns listade i Catalogue of Life.